# Nascita di una dittatura
Nascita di una dittatura è una trasmissione televisiva del 1972 in sei puntate condotta da Sergio Zavoli sugli anni che precedettero l'ascesa del fascismo.
La prima puntata fu trasmessa venerdì 10 novembre 1972. L'ultima andò in onda il 15 dicembre 1972.

## Contenuti
Tra i personaggi intervistati da Zavoli vi furono importanti personalità del fascismo e dell'antifascismo, tra cui Ferruccio Parri, Pietro Nenni, Umberto Terracini, Giovanni Gronchi, Arturo Carlo Jemolo, Emilio Lussu, Rachele Guidi, Giorgio Pini, Giuseppe Spataro, Filippo Naldi, Lelio Basso, Augusto De Marsanich, Alfonso Leonetti, Roberto Lucifero, Amadeo Bordiga.
L'inchiesta, iniziata da Zavoli quattro anni prima della messa in onda, si avvalse della consulenza di Alberto Acquarone, Gaetano Arfé, Renzo De Felice, Gabriele De Rosa, Gastone Manacorda, Salvatore Valitutti.
Parte delle interviste fu trascritta nel libro di Sergio Zavoli, Nascita di una dittatura (Torino, SEI, 1973), con la collaborazione di Edek Osser e Luciano Onder e prefazione di Renzo De Felice.